# Joe Ward
Pas d'image ? Cliquez ici

a Compétitions nationales et continentales officielles uniquement.

b Matchs officiels uniquement.
Dernière mise à jour le 22 août 2018.
Joe Ward, né le 3 juin 1980 à Dannevirke (Nouvelle-Zélande), est un joueur néo-zélandais de rugby à XV, évoluant au poste de talonneur (1,83 m pour 112 kg).
Il évolue d'abord dans le National Provincial Championship en Nouvelle-Zélande, connaissant des sélections en équipe de Nouvelle-Zélande de jeunes (- de 19, - de 21 ans).
Il rejoint en 2005 les London Wasps, où il joue jusqu'en 2011, avant de finir sa carrière avec Sale en 2013.

## Carrière

### En club
En 2006-2007, il remporte la coupe d'Europe avec les Wasps. 

## Palmarès
- Vainqueur de la coupe d'Europe en 2007
- Vainqueur du championnat anglais en 2005 et 2008
- Vainqueur de la coupe d'Angleterre en 2006.